# Fort Kearny (Nebraska)
Fort Kearny, Nebraska, var en vigtig amerikansk militærstation på prærien tæt ved emigrant-ruten Oregon Trail og Union Pacific jernbanen fra 1848:48  til 1871.:102  Fortet lå syd for Platte River:101  i Kearney County som en erstatning for et eksisterende, men uhensigtsmæssigt placeret Fort Kearny i Otoe County:98  ved Missouri River. Dette ”Old” Fort Kearny var i brug fra 1846 til 1848. Den nye militærstation hed Fort Childs det første halve år, opkaldt efter oberst Thomas Childs. Fortets blivende navn var til ære for den nyligt afdøde general Steven W. Kearny;:101  i tidens løb er både fortets og generalens navn blevet stavet forkert som ”Kearney”.:99 
Fort Kearny State Historical Park ligger på den autentiske plads ved Platte River og flere af fortets bygninger er rekonstrueret. Praktisk talt intet at det oprindelige fort er tilbage.:102 

## Fort Kearny
Fort Kearny blev bygget knap en kilometer syd for Platte River:1  i tidligere pawnee territorium afstået til USA i oktober 1833.:416-418  En del af det 10 x 10 mile store Fort Kearny militærreservat strakte sig nord for floden, ind i anerkendt pawnee territorium, og det omfattede bl.a. lidt af den mere end 60 kilometer lange, smalle Grand Island i Platte River.:1  USA sikrede sig retten til bl.a. militærreservatets grund og hele Grand Island gennem en mindre traktat med pawneerne i august 1848.:571 
Løjtnant Daniel P. Woodbury ledede byggearbejdet:1  udført af mænd i Missouri Mounted Volunteers.:91  Byggematerialerne var især træ og adobe, der erstattede græstørvene brugt til de første, interimistiske bygninger. De meniges sovesale og andre bygninger stod omkring en fire acre stor, åben plads, hvor soldaterne stillede til parade.:473  Mændene plantede poppeltræer omkring pladsen.:101  I sommeren 1849 var et lille infirmeri og omkring 20 huse færdigbygget.:128  Ti til 15 bygninger mere kom til, inden fortet blev nedlagt.:1 
Fortet var uden en palisade indtil 1864.:152  Ingen nyttehave blev anlagt ved militærstationen, der fik rodfrugter og grøntsager bragt fra Omaha.:334 
Brønde, op til seks meter dybe, forsynede fortet med vand. Al affald blev kørt bort og læsset af ude på prærien.:333 
Mormon Trail (North Branch af The Oregon Trail) gik mere eller mindre parallelt med Platte River nord for floden og fortet.:9  Oregon Trail syd for floden passerede dets bygninger. Hjulsporet forbandt militærstationen med Old Fort Kearny (siden Nebraska City) samt Fort Leavenworth i Kansas østpå, mens det vestpå fortsatte til Fort Laramie i Wyoming.
Fortets styrke bestod af både infanteri og beredne regimenter fra Mounted Riflemen:47  eller dragonerne.:48 

### Glimt af fortets historie
Fortet fungerede først og fremmest som en værdsat rasteplads og et servicecenter:473  for de tusindevis af emigranter og guldgravere på vej vestpå fra 1849 og til 1866.:1  Fortet solgte eller forærede proviant til de rejsende, hjalp dem med reparationer og støttede dem, som det bedst kunne.:102  Da trafikken vestpå var på sit højeste midt i 1850'erne kom 2.000 emigranter i oksetrukne prærievogne dagligt forbi Fort Kearny.:473 
I forsommeren 1849 fik oberst Benjamin Bonneville kommandoen over fortet,:47  akkurat som en strøm af ”Forty-Niners” drog mod de nyopdagede guldfelter i Californien via Oregon Trail.:68 
Nebraskas første telegraf-linje nåede Fort Kearny sidst i 1860.:76 
Fortet var en station for postrytterne under Pony-ekspressens kortvarige eksistens.:473 
Richard H. Anderson gjorde tjeneste i fortet fra 1859 til 1861.
Under borgerkrigen gjorde flere frafaldne sydstatsfolk (”Galvanized Yankees”) tjeneste i fortet.:472 
I 1864 nødvendiggjorde konflikter med visse prærieindianere bygningen af en palisade øverst på en anlagt jordvold med en ydre grøft. Forsvarsværket beskyttede kun en lille del af det sydøstlige hjørne af fortet.:152 
Flere spejdere fra pawnee stammen blev indrulleret og fik uniformer og skydevåben i Fort Kearny op gennem 1860'erne. Herfra red de ud i søgen efter arvefjender fra lakota - og cheyenne stammen.:58 
Mens sporene til Union Pacific jernbanen blev lagt i Nebraska efter midten af 1860'erne, ydede soldater fra Fort Kearny arbejderne en vis beskyttelse mod utilfredse cheyenner og lakotaer.:473 
På et tidspunkt brændte stedets hospital, hvorefter en mandskabs-bygning blev brugt til sygepleje.:325 
Fra 1869 fik fortet lov til langsomt at forfalde, da alle forstod, at militærstationen snart ville stå tom.:325 
Fortets jordvold og palisade med øgenavnet ”Fort Mitchel” viste sig overflødig, da militærstationen aldrig kom under angreb.:1 
Fort Kearny blev nedlagt i 1871. Fire år senere skilte man bygningerne ad og genbrugte materialerne andre steder.:474 

### Berømte besøgende
I tidens løb gjorde både Mark Twain, Robert E. Lee, Wild Bill Hickok:102  og jesuit missionær De Smet holdt i Fort Kearny.:721 